# Dicranomyia brunnea
Dicranomyia brunnea är en tvåvingeart som beskrevs av Doane 1900. Dicranomyia brunnea ingår i släktet Dicranomyia och familjen småharkrankar. Inga underarter finns listade i Catalogue of Life.